# Englischsprachige Wikipedia

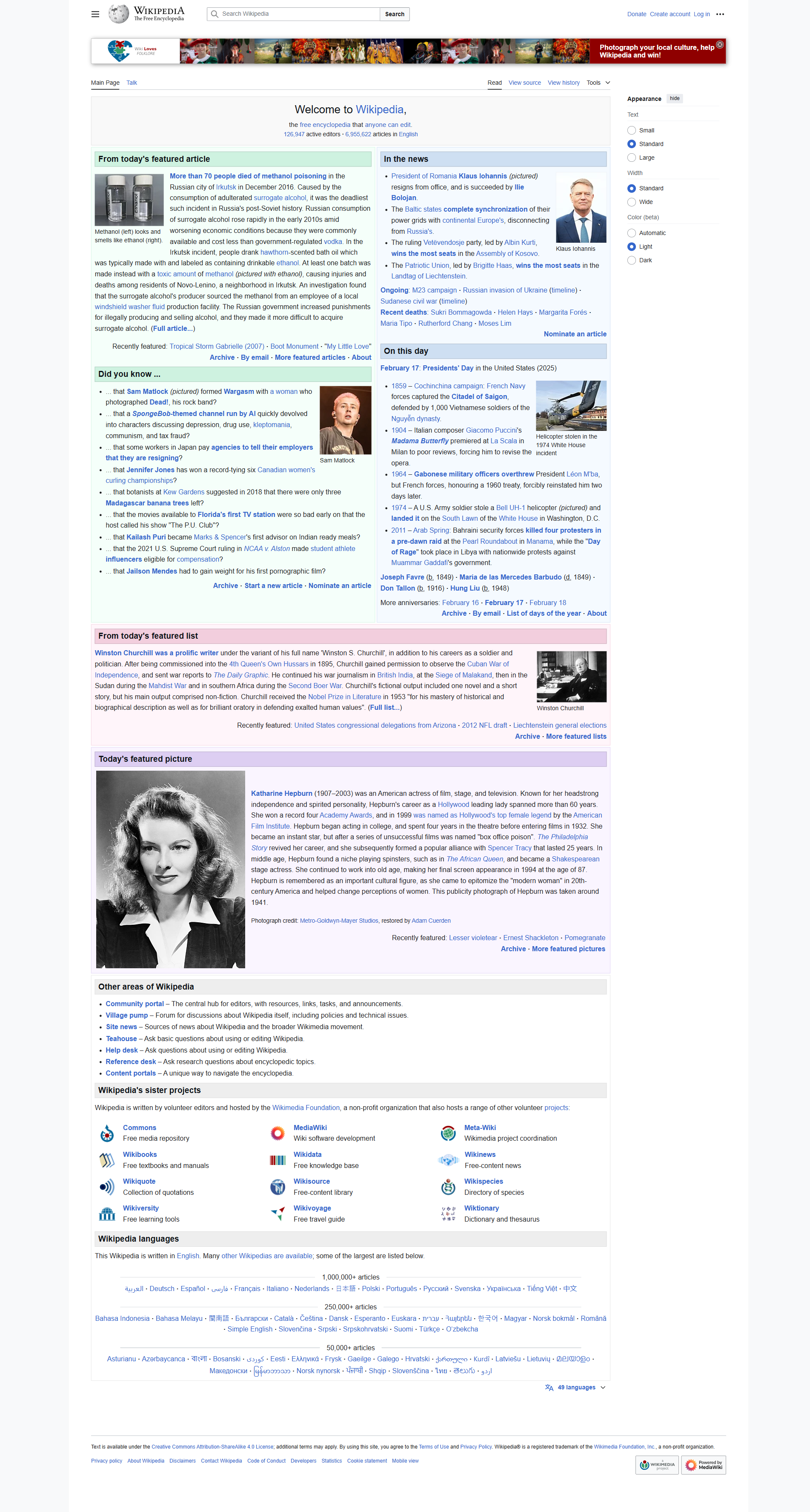
Hauptseite der englischsprachigen Wikipedia im Januar 2023

Die englischsprachige Wikipedia (englisch English Wikipedia) ist die Ausgabe der freien Online-Enzyklopädie Wikipedia in englischer Sprache. Neben der englischsprachigen Wikipedia existiert eine Simple-English-Wikipedia, in der die Artikel in Basic English geschrieben werden, einer vereinfachten Form des Englischen mit weniger Vokabular; ferner eine Sprachversion auf Altenglisch oder Angelsächsisch (Old English, Eigenbezeichnung: Ænglisc).
Die am 15. Januar 2001 von Jimmy Wales und Larry Sanger gegründete erste Sprachversion der Wikipedia behielt von Beginn an den Status als quantitativ größte Sprachversion aller Wikipedias. Im Dezember 2012 konnten rund 17,2 % aller Artikel der englischsprachigen Ausgabe zugeordnet werden. Von einst über 50 % im Jahr 2003 ging der Anteil infolge des Wachstums anderer Sprachversionen Wikipedias allmählich zurück. Zusammengefasst erreichte die Textmenge aller englischsprachigen Wikipedia-Artikel im Januar 2013 eine Größe von etwa 10 Gigabyte.
Die ersten Wikipedia-Artikel wurden während einer Pionierphase zwischen September 2001 und Januar 2002 verfasst. Am 1. November 2015 erreichte die englischsprachige Wikipedia als erste Sprachversion aller Wikipedias die Marke von fünf Millionen erstellten Artikeln, am 23. Januar 2020 die 6-Millionen-Marke.

## Vorreiterrolle

Prozentualer Anteil der Artikel aufgegliedert in Sprachfamilien. Hervorgehoben ist Englisch, die Sprache von 16,76 % aller Artikel (Stand: März 2013).

Als erste und größte Sprachversion Wikipedias leistete die englischsprachige Wikipedia Pionierarbeit. So wurden beispielsweise zahlreiche der hier eingeführten Konventionen, Richtlinien und Funktionalitäten später von anderen Sprachausgaben übernommen. Darunter zählen die Auszeichnung von Artikeln als exzellent (featured articles) oder lesenswert (good articles), die Politik des neutralen Standpunktes (Neutral point of view, kurz NPOV), Navigationsleisten (Navigation templates), das Sortieren kurzer Artikel (Stubs) in Unterkategorien, Konfliktlösungsmechanismen wie Mediation und Schiedsverfahren, eine regelmäßige Kampagne zur Zusammenarbeit und Verbesserung bestimmter Artikel (Article Collaboration and Improvement Drive) sowie die Markierung von unbelegten Textstellen mit dem inzwischen weit über das Internet hinaus bekannten Baustein „[citation needed]“ („Quellenangabe benötigt“).
Zu den Features, die von kleineren Wikipedias übernommen wurden, gehören die nachprüfbare Versionsgeschichte aus der deutschsprachigen Wikipedia und Vorlagen zur computergestützten Aktualisierung der Bevölkerungszahlen aus der niederländischsprachigen Wikipedia.
Wenn auch innerhalb der englischsprachigen Wikipedia neben Text- obendrein Bild- und Audiodateien aufbewahrt sind, so wurden doch viele der Bilder unter Beibehaltung des Namens in das Medienarchiv Wikimedia Commons verschoben. In der englischen Sprachversion sind zudem Bild-, Audio- und Videodateien enthalten, die dem Fair Use, einer Rechtsdoktrin des anglo-amerikanischen Urheberrechts-Systems, unterliegen und auf Commons nicht erlaubt sind.
Die meisten Beteiligten der Wikimedia Foundation, einer Non-Profit-Organisation und Träger der Wikipedia, sowie Entwickler der frei verfügbaren Verwaltungssoftware MediaWiki sind oft gleichzeitig Benutzer (User) der englischsprachigen Wikipedia.

## Benutzer und Bearbeiter
| Artikel   | Dateien | Benutzerkonten | Administratoren |
| --------- | ------- | -------------- | --------------- |
| 6.570.183 | 895.889 | 44.350.955     | 1.030           |

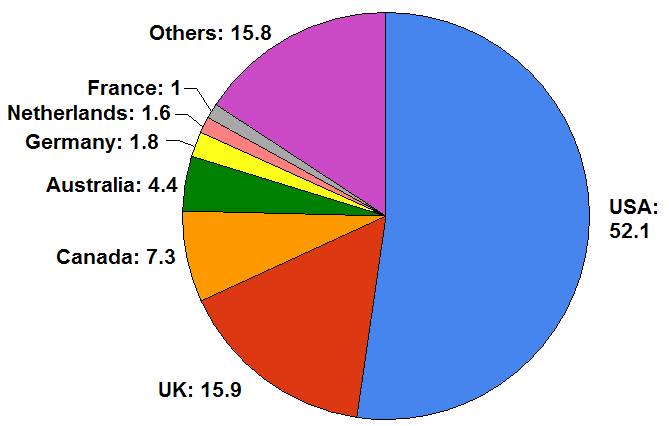
Herkunftsländer der Benutzer, die zur englischsprachigen Wikipedia beitragen (2007)

Länder, in denen die englischsprachige Wikipedia die meistgenutzte Sprachversion Wikipedias ist, sind rot unterlegt

Die englischsprachige Wikipedia registrierte am 1. April 2007 das 4.000.000. Benutzerkonto (Account) – also nach knapp mehr als einem Jahr, als Ende Februar 2006 die Schwelle von gerade einmal einer Million registrierten Nutzern überschritten wurde.
Eine Erhebung von 2008 lieferte grundlegende Informationen zur Demografie und Motivation der Wikipedia-Bearbeiter.
Als größte Wikipedia-Sprachversion und durch den Status des Englischen als Weltsprache zieht die englischsprachige Wikipedia zahlreiche Benutzer und Bearbeiter (Editors) an, deren Muttersprache nicht Englisch ist. Diese User suchen Informationen scheinbar eher in der englischsprachigen Wikipedia als in der Version ihrer Muttersprache, weil das englische Pendant über allgemeine Themen in aller Regel mehr Informationen zur Verfügung stellt. Zwischen Nichtmuttersprachlern und Nutzern mit Englisch als Erstsprache entwickelte sich eine erfolgreiche Zusammenarbeit, derweil die anglophonen Sprecher den Inhalt redaktionell überarbeiten, der von Nichtmuttersprachlern in die Wikipedia eingefügt wurde.

### Schiedsgericht
Die englischsprachige Wikipedia besitzt wie die deutschsprachige Ausgabe ein virtuelles „Schiedsgericht“ (Arbitration Committee, kurz ArbCom), das sich aus einem gewählten Komitee zusammensetzt. Von den Mitgliedern des Komitees werden bindende Regeln auferlegt, um Konflikte zwischen Anwendern der Online-Enzyklopädie untereinander zu schlichten. Das Schiedsgericht wurde am 4. Dezember 2003 von Jimmy Wales ins Leben gerufen, um Vollmachten abzugeben, die sonst nur ihm als Wikipedia-Eigner zustanden.

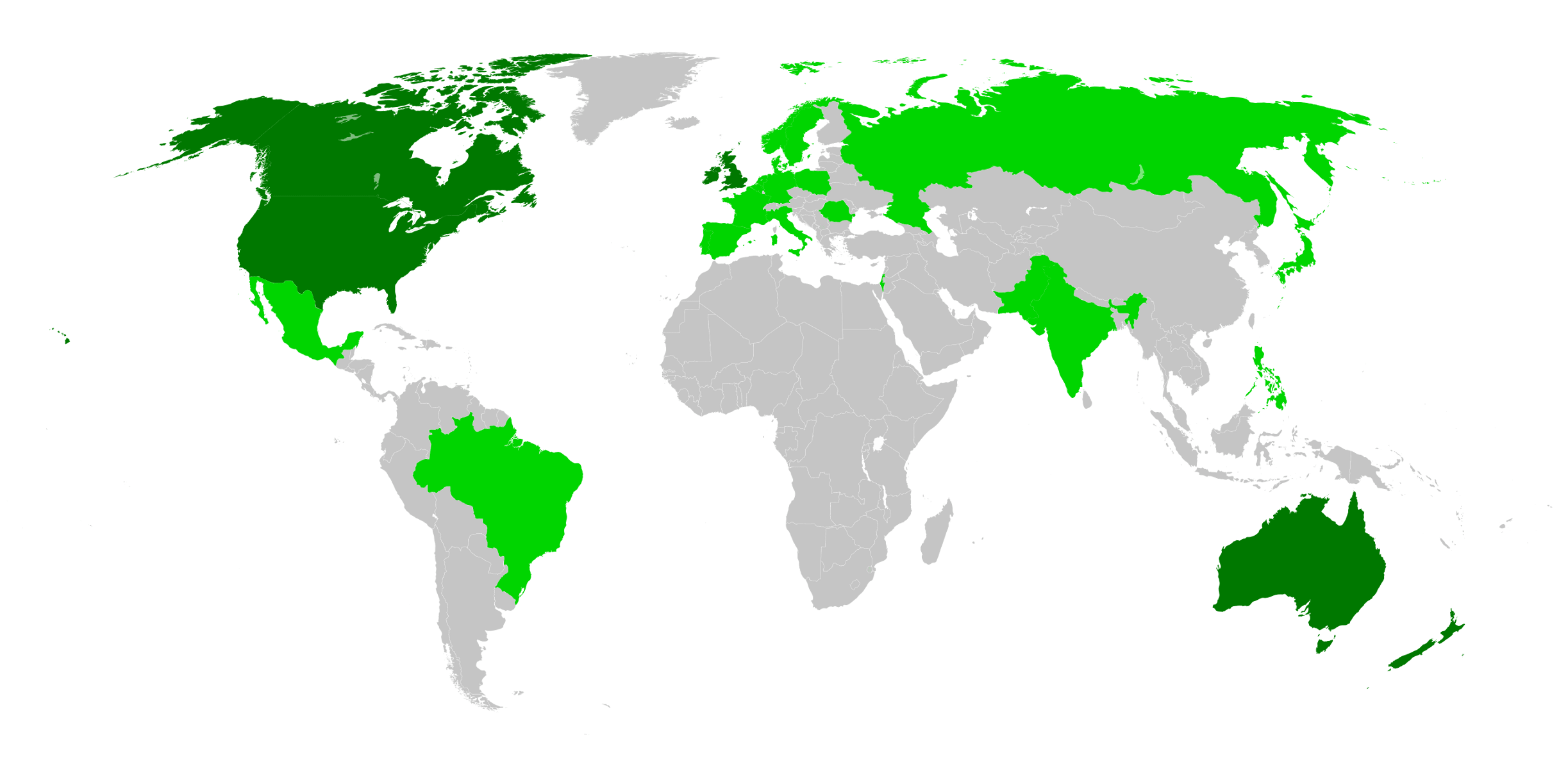
Top 25 der Länder, in denen die Beteiligung zur Wikipedia am stärksten ausfällt. Länder, in denen Englisch mehrheitlich als Muttersprache verbreitet ist, sind dunkelgrün hervorgehoben. Länder mit Englisch als vorherrschende Zweit- oder Fremdsprache sind hellgrün markiert. Nichtsdestoweniger beteiligen sich viele Benutzer aus anderen Ländern an der englischsprachigen Wikipedia.

In der Anfangsphase bestand das Schiedsgericht aus zwölf Mitgliedern, die sich auf drei Gruppen à vier Mitgliedern verteilten. Seither vergrößerte sich das Komitee schrittweise auf 18 Mitglieder.
Genauso wie andere Aspekte der englischsprachigen Wikipedia entstanden in deren Schwesterprojekten ähnlich geartete Nachahmungen des Schiedsgerichts. So gründete sich 2007 das Schiedsgericht der deutschsprachigen Wikipedia.

## Kontroversen
Kontrovers diskutiert wird in der englischsprachigen Wikipedia, welche Varietät der englischen Sprache bevorzugt werden soll. Der Disput wird dabei für gewöhnlich von Verfechtern des amerikanischen und des britischen Englisch ausgetragen. Von den Usern kamen zahlreiche Vorschläge, diese reichen von einer Standardisierung auf eine einzige Varietät bis hin zu einer Abspaltung (Fork) von der englischen Wikipedia. Eine Richtlinie zum Ausdrucksstil stellt fest, dass „die englischsprachige Wikipedia keiner bedeutenden nationalen Varietät den Vorzug gibt“ und „ein Artikel, dessen Thema in Verbindung mit einer bestimmten englischsprachigen Nation steht, in der Varitetät zu schreiben ist, die angebracht scheint.“ Ein Artikel soll demnach konsequent nach den gleichen Rechtschreib- und Grammatikregeln geschrieben sein. Beispielsweise dürfen die unterschiedlichen Schreibweisen von „Farbe“ („colour“ und „color“) nicht gleichzeitig in demselben Artikel vorkommen, da sie das britische beziehungsweise amerikanische Englisch repräsentieren. Ferner legt die Richtlinie fest, dass diejenige nationale Varietät bestehen bleibt, in der der Artikel anfangs angelegt wurde oder die aus seiner Entstehungsgeschichte klar ersichtlich ist.
Ähnlich geartete Vorgaben, die regionale Unterschiede der Schreibweisen betreffen, gibt es in der chinesischen (vergleiche chinesische Sprachen) und der portugiesischsprachigen Wikipedia (vgl. europäisches und brasilianisches Portugiesisch). Eine vergleichbare Regelung gibt es auch in der deutschsprachigen Wikipedia, die bei schweiz- und österreichbezogenen Artikeln Regeln des Schweizer Hochdeutsch (beispielsweise ss statt ß) beziehungsweise der österreichischen Schreibung (beispielsweise Jänner statt Januar) akzeptiert.
Die Presse berichtete über einige Fälle von Cyber-Mobbing bei der englischsprachigen Wikipedia. Die Glen A. Wilson High School im kalifornischen Hacienda Heights war 2008 solch einer Drohung ebenso ausgesetzt wie die Niles West High School in Skokie, Illinois, wo ein 14-jähriger Junge 2006 nach einer Gewaltandrohung verhaftet wurde.